# 1903-as magyar labdarúgó-bajnokság (másodosztály)
Az 1903-as magyar labdarúgó-bajnokság másodosztálya 3. alkalommal került kiírásra. Mindössze hat csapat vett részt a bajnokságban és a Fővárosi TC egy döntetlen és egy vereség mellett jutott fel a legjobbak közé.

## A végeredmény
| #  | Csapat        | J  | Gy | D | V | Rg | Kg | Gk  | P  |
| -- | ------------- | -- | -- | - | - | -- | -- | --- | -- |
| 1. | Fővárosi TC   | 10 | 8  | 1 | 1 | 20 | 12 | +8  | 17 |
| 2. | Újpesti TE    | 10 | 7  | 2 | 1 | 21 | 11 | +10 | 16 |
| 3. | BSC           | 10 | 6  | 1 | 3 | 20 | 12 | +8  | 13 |
| 4. | III. ker. TVE | 10 | 4  | 0 | 6 | 13 | 28 | -15 | 8  |
| 5. | Budapesti AK  | 10 | 1  | 0 | 9 | 10 | 12 | -2  | 2  |
| 6. | Budafok FC    | 10 | 1  | 0 | 9 | 11 | 20 | -9  | 2  |

Megjegyzés: A győzelemért 2, a döntetlenért 1 pont járt.
Osztályozó mérkőzés:
- Bp. Törekvés SE - Fővárosi TC 0:3. A Törekvés kiesett, feljutott MAFC és a Fővárosi TC.

## Lásd még
- 1903-as magyar labdarúgó-bajnokság (első osztály)

## Külső hivatkozások
- A magyar labdarúgó-bajnokságok végeredményei 1901-től 1910-ig RSSSF (angolul)